# Amatlán (1941)
El Amatlán fue un buque petrolero mexicano de 6,511 toneladas hundido por un submarino alemán durante la Segunda Guerra Mundial. 

## Nombre anterior
Construido y botado en marzo de 1923, perteneció a la compañía italiana Soc Marit per Transporto-di-Petrolio e Derivati La Columbia con el nombre de Vigor. Fue incautado el 7 de abril de 1941 por el gobierno mexicano bajo el recurso internacional del derecho de angaria aduciendo la afectación del tráfico comercial que se había causado a México a consecuencia de la guerra.

## Hundimiento

Mapa que muestra los lugares donde fueron hundidos 6 buques de bandera mexicana por submarinos alemanes en 1942 y el Juan Casiano que se hundió por colisión contra un barco escolta durante una tormenta en 1944.

Era tripulado con treinta y cinco hombres bajo las órdenes del capitán de corbeta Gonzalo Montalvo Salazar. Montalvo fue ascendido a capitán de navío por nombramiento presidencial y ratificación del Senado de la República el 12 de noviembre de 1946, posteriormente a comodoro el 22 de noviembre de 1949 y a vicealmirante el 25 de octubre de 1955.
El 4 de septiembre de 1942, el Amatlán regresaba de transportar 55 000 barriles de petróleo de La Habana cuando fue impactado por tres torpedos del submarino alemán U-171 comandado por el Kapitänleutnant Günther Pfeffer. Como consecuencia, se hundió a 62 millas de Tampico y 22 de Punta Jerez. Cinco marinos que habían desobedecido la orden de no dormir en sus camarotes, sino en cubierta, fallecieron por su imprudencia.
Éste fue el sexto y último barco mexicano atacado por los U-Boot.
El U-171 fue el mismo submarino que había hundido al petrolero Oaxaca el 27 de julio de 1942 falleciendo 6 marinos.

## Destino del U-171
El U-Boot germano se hundió a las 13:00 horas del 9 de octubre de 1942 en el golfo de Vizcaya, cerca de Lorient, Francia, en la posición47°39′N 03°34′O / 47.650, -3.567, por minas. Hubo 22 muertos y 30 supervivientes, incluido el comandante Pfeffer (1914-1966).

## Buques mexicanos hundidos por U-Boote alemanes
| Buques mexicanos |                   |                         |        |                                  |
| N.º              | Buque             | Fecha del ataque        | U-Boot | Comandante                       |
| 1                | Potrero del Llano | 13 de mayo de 1942      | U-564  | Oberleutnant Reinhard Suhren     |
| 2                | Faja de Oro       | 20 de mayo de 1942      | U-106  | Kapitänleutnant Hermann Rasch    |
| 3                | Túxpam            | 26 de junio de 1942     | U-129  | Kapitänleutnant Hans-Ludwig Witt |
| 4                | Las Choapas       | 27 de junio de 1942     | U-129  | Kapitänleutnant Hans-Ludwig Witt |
| 5                | Oaxaca            | 27 de julio de 1942     | U-171  | Kapitänleutnant Günther Pfeffer  |
| 6                | Amatlán           | 4 de septiembre de 1942 | U-171  | Kapitänleutnant Günther Pfeffer  |